# Kathleen Ellis
Kathleen „Kathy” Ellis , po mężu Landgraf i Greer (ur. 28 listopada 1946 w Indianapolis), amerykańska pływaczka. Wielokrotna medalistka olimpijska z Tokio.
Największe sukcesy odnosiła w stylu dowolnym i motylkowym. Podczas IO 64 zdobyła cztery medale: dwa złote w sztafecie i dwa brązowe w konkurencjach indywidualnych.

## Starty olimpijskie (medale)
Tokio 1964
- 4 × 100 m kraulem, 4 × 100 m zmiennym -  złoto
- 100 m kraulem, 100 m motylkiem -  brąz